# 高山大戟
高山大戟（学名：Euphorbia stracheyi）是大戟科大戟属的植物。分布在尼泊尔以及中国大陆的云南、西藏、四川、青海、甘肃等地，生长于海拔1,000米至4,900米的地区，多生于灌丛、高山草甸、林缘以及杂木林下，目前已由人工引种栽培。

## 别名
藏西大戟，柴胡状大戟（云南种子植物名录），喜马拉雅大戟（西藏植物志）柴胡大戟，黄缘毛大戟（云南植物研究）

## 异名
- Euphorbia bupleuroides Diels
- Euphorbia mairei Levl.
- Euphorbia megistopoda Diels